# Barreras
Barreras es una localidad del municipio de Villasbuenas, en la comarca de La Ramajería, provincia de Salamanca, comunidad autónoma de Castilla y León, España. 

## Historia

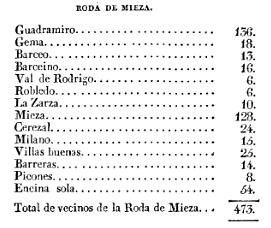
Barreras era una de las localidades que conformaban la Roda de Mieza.

La fundación de Barreras se remonta al siglo XIV, quedando entonces encuadrada esta localidad en la jurisdicción de Ledesma. En el siglo XVI, Barreras era una de las poblaciones que conformaban la Roda de Mieza. Posteriormente, con la creación de las actuales provincias en 1833, Barreras quedó integrado en la provincia de Salamanca, dentro de la Región Leonesa, pasando a formar parte del partido judicial de Vitigudino.

## Geografía
El pueblo se encuentra en parte asentado sobre la cara norte de una elevación en la comarca de La Ramajería. Pertenece a la Mancomunidad Centro Duero y al partido judicial de Vitigudino. Se encuentra a 88 km de la capital, Salamanca.
| Noroeste: Saldeana | Norte: Villasbuenas | Noreste: Villasbuenas                |
| Oeste: Saldeana    |                     | Este: Encinasola de los comendadores |
| Suroeste Saldeana  | Sur: Cerralbo       | Sureste: Picones                     |

Por su término discurre el Arroyo de las Fuentes, el cual vierte sus aguas al Arroyo Grande, afluente del Huebra, así como el propio Huebra.

## Monumentos y lugares de interés

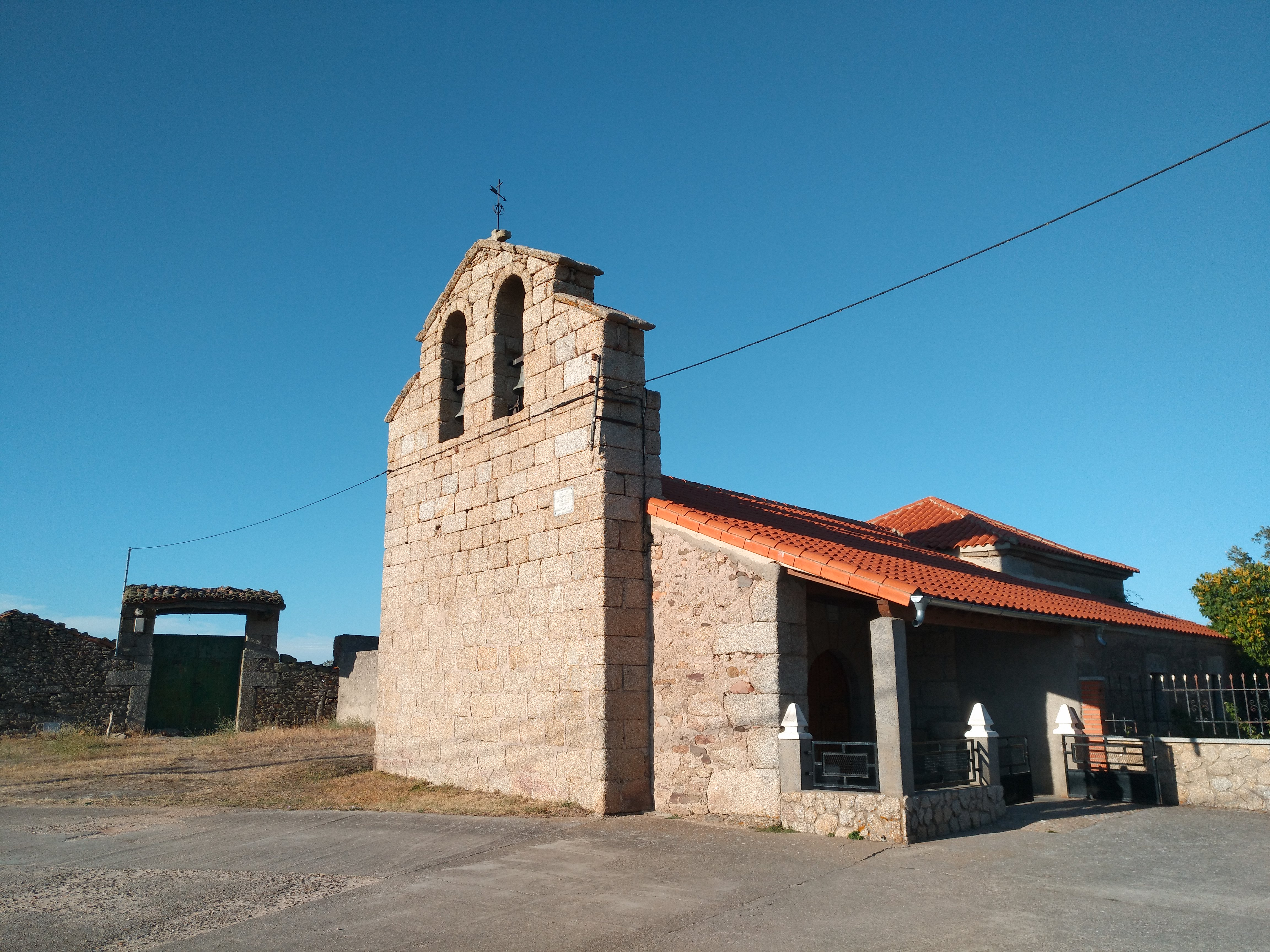
Iglesia de Nuestra Señora de Gracia de Barreras.

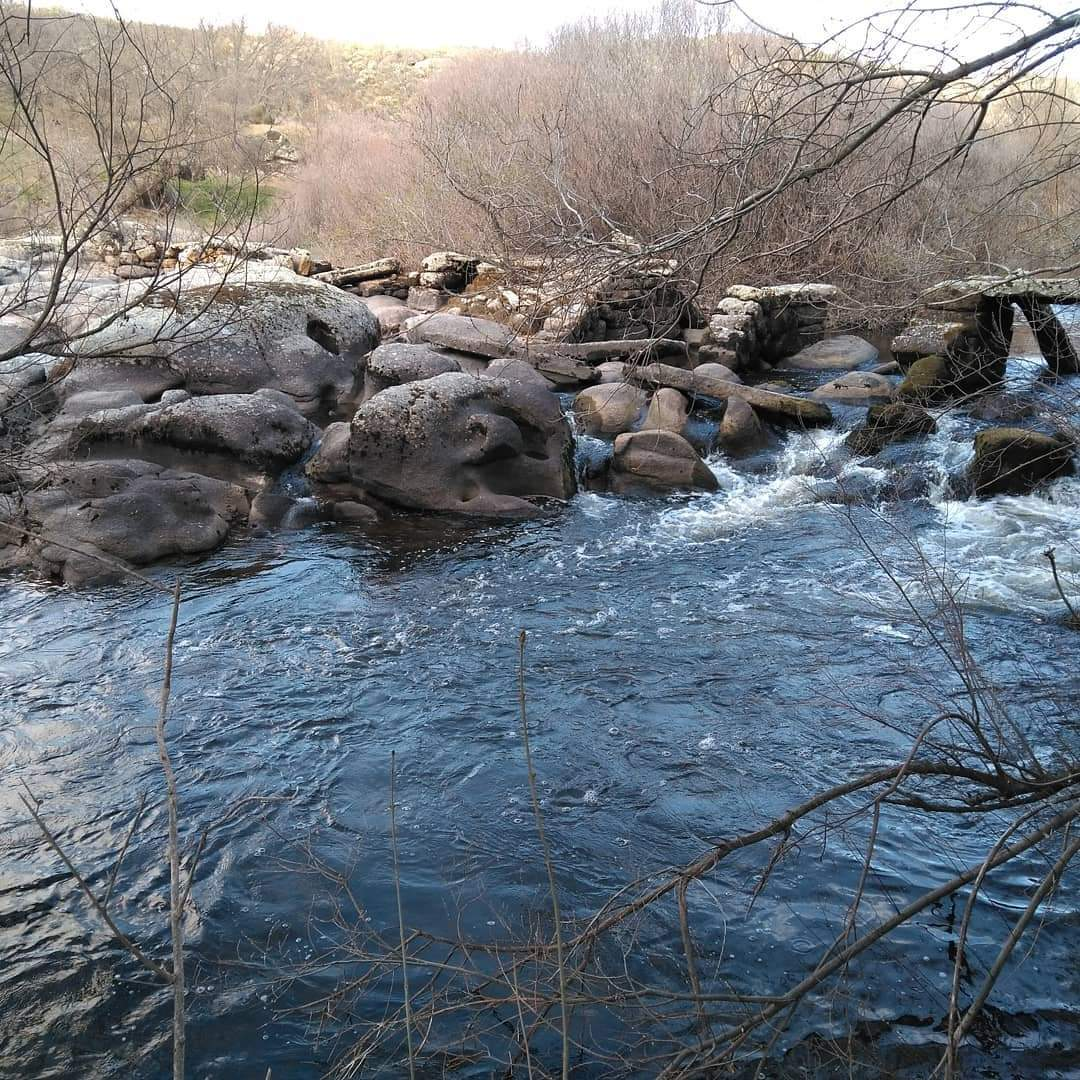
Antiguo Puente de las Cinco Piedras.

- Iglesia de Nuestra Señora de Gracia. La Iglesia Parroquial de Nuestra Señora de Gracia tiene sus orígenes en el siglo XV, aunque ha sufrido diversas remodelaciones a lo largo de los siglos. Su arquitectura es de estilo gótico tardío, con detalles renacentistas y barrocos. Su fachada principal destaca por su estructura de granito, con una torre campanario que se eleva majestuosamente hacia el cielo. En su interior, se pueden apreciar esculturas religiosas como las de Nuestra Señora de Gracia y el Sagrado Corazón de Jesús (Patrones de la localidad) y pinturas que cuentan la historia de la fe cristiana.
- Antiguo Puente de las Cinco Piedras. Este puente, situado en el límite del término municipal con Cerralbo (el puente pertenece a ambos), se encuentra actualmente en estado de abandono. Muestra el estilo arquitectónico característico de la zona, contando con grandes losas de granito sobre pilares trapezoidales. Durante años fue el principal paso sobre el Huebra para llegar a Cerralbo y al molino del mismo nombre, no siendo transitable en épocas de crecida. En 2009 se inauguró el puente nuevo, dejando al antiguo en desuso.
- Fuente del Barrio Arriba. Esta fuente, se encuentra situada en la cara sur de la loma donde se asienta el pueblo. Se cree que es de origen medieval. Consta de un pilón que recoge el agua que mana del subsuelo, aunque a día de hoy, presenta un considerable estado de abandono, estando el pilón lleno de maleza.

## Demografía
En 2019 Barreras contaba con una población de 24 habitantes, de los cuales 13 eran hombres y 11 mujeres. (INE 2019).
| Gráfica de evolución demográfica de Barreras entre 2000 y 2019                           |
|                                                                                          |
| Fuente: Instituto Nacional de Estadística de España - Elaboración gráfica por Wikipedia. |

## Fiestas
Las Madrinas. Se celebran el segundo fin de semana de agosto. En ella, una mujer del pueblo, de forma voluntaria, es la madrina y es la encargada de llevar ese día el bollo denominado como rosca. Tras la misa de la tarde, a la puerta de la iglesia, se saca la imagen de la Virgen de Gracia, y tras un ofertorio a la misma se procede a la subasta de la rosca. Es común que la subasta sea conducida por un familiar de la madrina. Tras la subasta, la madrina invita a los asistentes a un convite que generalmente se realiza a la puerta de su casa, donde es común la sangría, los altramuces y las perrunillas.